# Dorotheanthus
Genre
Dorotheanthus Schwantes est un genre de plantes de la famille des Aizoaceae. Il rassemble des plantes succulentes tapissantes, à larges fleurs aux coloris généralement soutenus et variés, dont certaines sont connues sous le nom vernaculaire de ficoïde.

## Classification
Ce genre a été décrit pour la première fois en 1927 par le botaniste allemand Gustav Schwantes (1881-1960), in Möller's Deutsche Gärtn.-Zeitung 42: 283 (1927).
Type : Dorotheanthus gramineus (Haw.) Schwantes (Mesembryanthemum gramineum Haw.)

### Liste des sous-genres
Selon[réf. nécessaire] :
- Dorotheanthus subgen. Dorotheanthus
- Dorotheanthus subgen. Pherolobus (N.E.Br.) Ihlenf. & Struck

### Liste d'espèces
Selon The Plant List (13 avril 2014) :

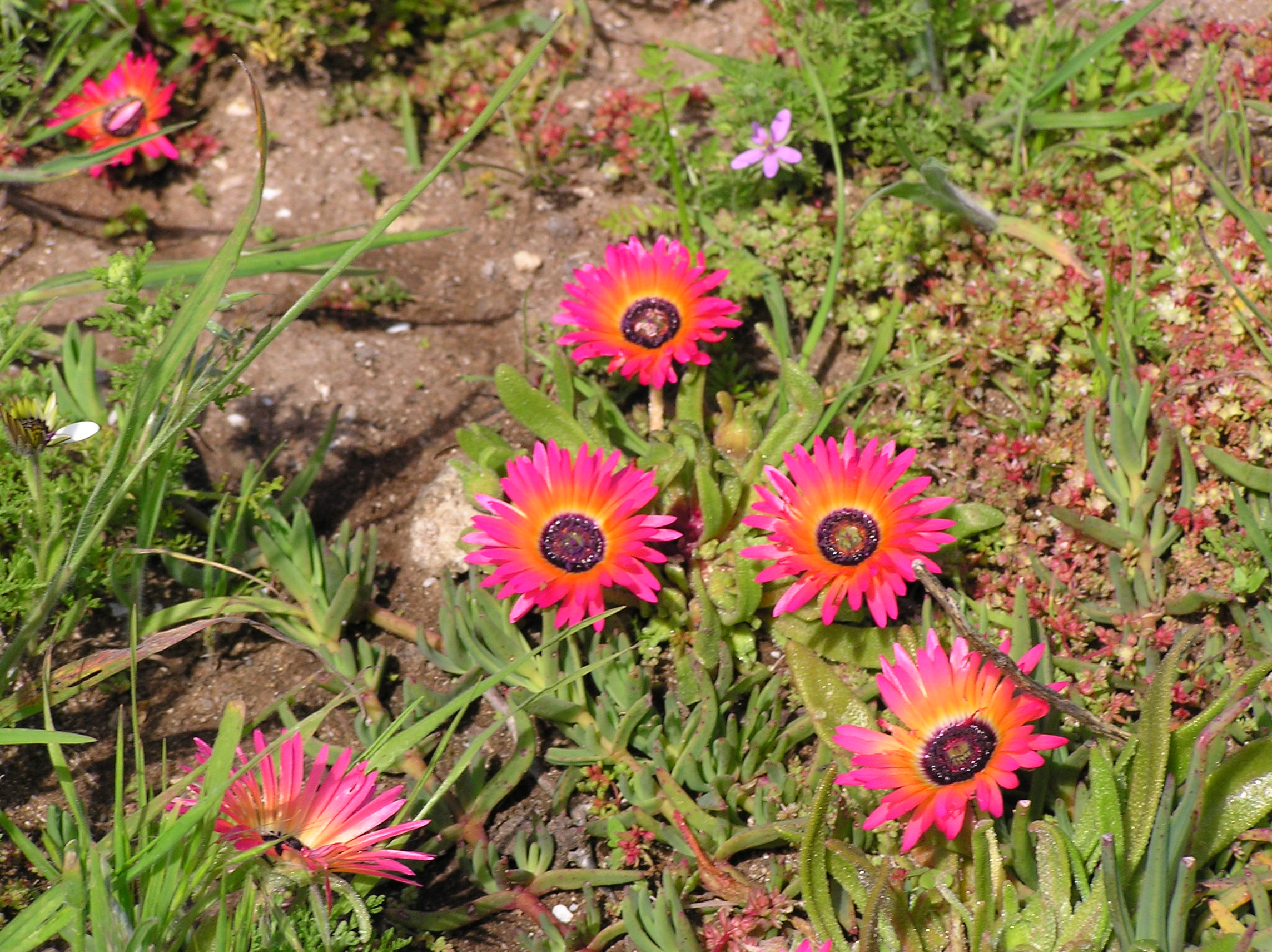
Dorotheanthus apetalus

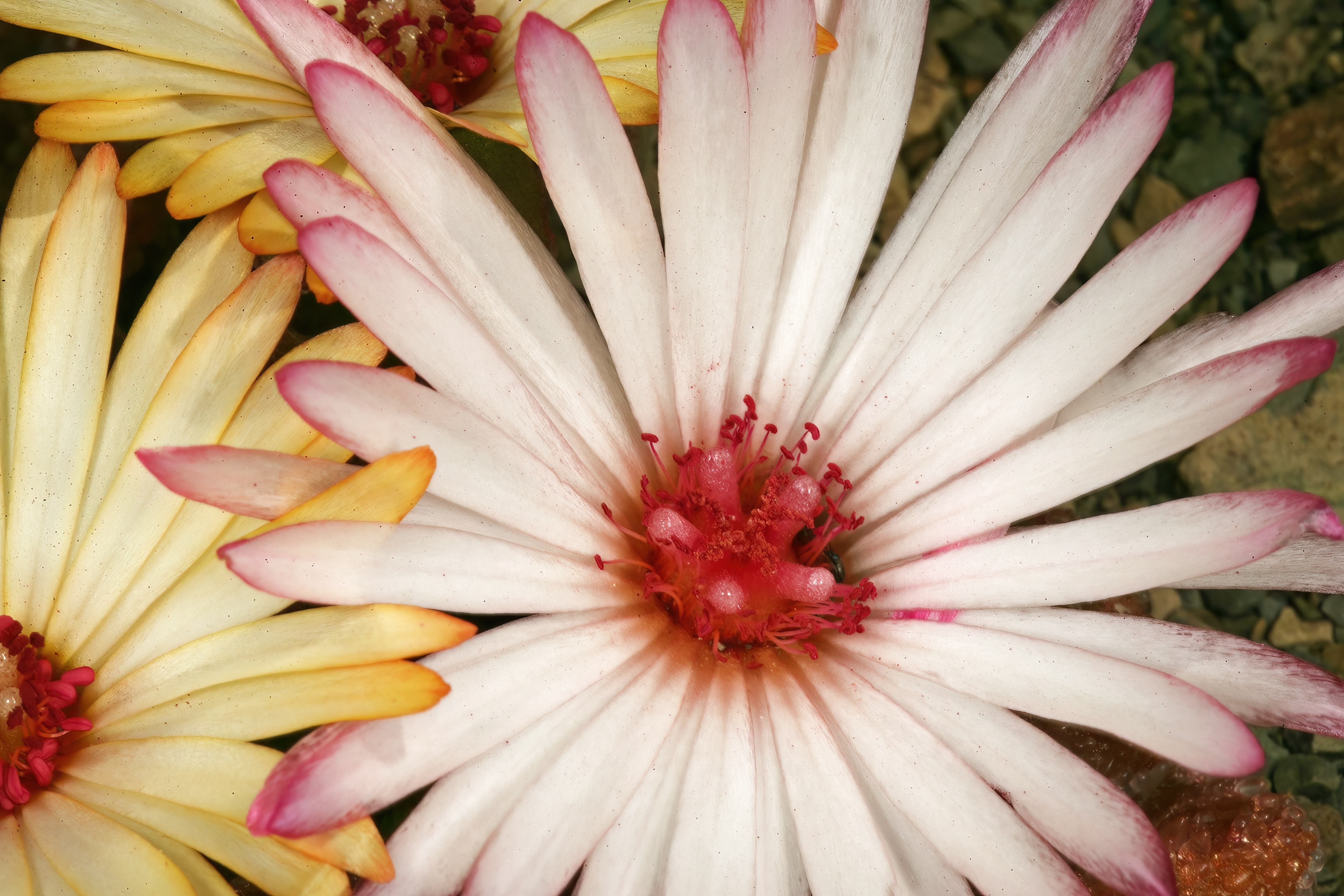
Dorotheanthus maughanii

- Dorotheanthus apetalus (L.f.) N.E.Br.
- Dorotheanthus bellidiformis (Burm.f.) N.E.Br.
- Dorotheanthus booysenii L.Bolus
- Dorotheanthus clavatus (Haw.) Struck
- Dorotheanthus maughanii (N.E.Br.) Ihlenf. & Struck
- Dorotheanthus rourkei L.Bolus
- Dorotheanthus ulularis Brusse

Selon[réf. nécessaire]
- Dorotheanthus acuminatus L.Bolus
- Dorotheanthus apetalus N.E.Br.
- Dorotheanthus bellidiformis N.E.Br.
- Dorotheanthus bidouwensis L.Bolus
- Dorotheanthus booysenii L.Bolus
- Dorotheanthus clavatus (Haw.) Struck
- Dorotheanthus copticus L.Bolus
- Dorotheanthus criniflorus Schwantes
- Dorotheanthus flos-solis (A.Berger) L.Bolus
- Dorotheanthus gramineus Schwantes
- Dorotheanthus hallii L.Bolus
- Dorotheanthus littlewoodii L.Bolus
- Dorotheanthus luteus N.E.Br.
- Dorotheanthus martinii L.Bolus
- Dorotheanthus maughanii (N.E.Br.) Ihlenf. & Struck
- Dorotheanthus muirii N.E.Br.
- Dorotheanthus oculatus N.E.Br.
- Dorotheanthus rourkei L.Bolus
- Dorotheanthus stayneri L.Bolus
- Dorotheanthus tricolor (Willd.) L.Bolus
- Dorotheanthus ulularis Brusse